# Moema (chi cá)
Moema là một chi cá trong họ Aplocheilidae, gồm các loài cá bản địa của Nam Mỹ.

## Các loài
Hiện hành có 20 loài cá được ghi nhận trong chi này:
- Moema apurinan W. J. E. M. Costa, 2004
- Moema boticarioi (W. J. E. M. Costa, 2004) [1]
- Moema beucheyi Valdesalici, D. T. B. Nielsen & Pillet, 2015 [2]
- Moema claudiae (W. J. E. M. Costa, 2003) [1]
- Moema kenwoodi Valdesalici, 2016 [3]
- Moema hellneri W. J. E. M. Costa, 2003
- Moema heterostigma W. J. E. M. Costa, 2003
- Moema manuensis (W. J. E. M. Costa, 2003) [1]
- Moema nudifrontata W. J. E. M. Costa, 2003
- Moema obliquus (W. J. E. M. Costa, Sarmiento & Barrera, 1996) [1]
- Moema ortegai W. J. E. M. Costa, 2003 [2]
- Moema pepotei W. J. E. M. Costa, 1992
- Moema peruensis (G. S. Myers, 1954) (Peruvian killifish) [1]
- Moema piriana W. J. E. M. Costa, 1989
- Moema portugali W. J. E. M. Costa, 1989
- Moema quiii Huber, 2003
- Moema rubrocaudatus (Seegers, 1984) [1]
- Moema schleseri (W. J. E. M. Costa, 2003) [1]
- Moema staecki (Seegers, 1987)
- Moema wischmanni (Seegers, 1983) [1]